# Walna Rada Warszawska 1710
Walna Rada Warszawska – sejm konfederacki, obradujący w dniach 4 lutego – 16 kwietnia 1710 r. Marszałkiem był Stanisław Ernest Denhoff. Rada uchwaliła konstytucje.
Zwołana 8 listopada 1709 r. Sejmiki odbyły się 7 stycznia 1710 r. Powtórzone zostały: kujawski (22 stycznia 1710 r.) oraz (31 stycznia 1710 r.) dobrzyński.
Na Walnej Radzie Warszawskiej nastąpiła formalna restytucja Augusta II na króla Polski, po przedstawieniu przez niego zaświadczenia od papieża Klemensa XI, że jego rezygnacja (Pokój w Altranstädt) była wymuszona. Uchwalono amnestię dla zwolenników Stanisława Leszczyńskiego, pod warunkiem, że za prawowitego króla uznali Augusta II. Przyjęto ustawy skarbowo-wojskowe. Rada ustaliła komput wojska na 40 tys. żołnierzy. Ratyfikowano pod naciskiem rosyjskim traktat Grzymułtowskiego z 1686 r. oraz traktat narewski.